# Nîjnii Irjaveț, Orjîțea
Nîjnii Irjaveț (în ucraineană Нижній Іржавець) este un sat în comuna Lukimea din raionul Orjîțea, regiunea Poltava, Ucraina.

## Demografie
Componența lingvistică a localității Nîjnii Irjaveț
     Ucraineană (97,87%)
     Rusă (2,13%)
Conform recensământului din 2001, majoritatea populației localității Nîjnii Irjaveț era vorbitoare de ucraineană (97,87%), existând în minoritate și vorbitori de rusă (2,13%).